# Melendiz (Musiker)
Volkan Melendiz (* 14. Juni 1982 in Berlin) ist ein Popmusiker, aufgewachsen im Berliner Ortsteil Neukölln, der sowohl als Solokünstler als auch als eine Hälfte des Duos Bassturk einen Hit hatte.

## Leben
Melendiz wurde als Sohn türkischer Eltern als eines von drei Geschwistern in Deutschland geboren. Im Alter von zehn Jahren begann er mit dem Komponieren eigener Songs. Nach dem Abitur begann er ein Mathematik-Studium an der TU-Berlin.

## Künstlerisches Wirken
Als Musiker erlangte Melendiz sowohl als Solokünstler als auch innerhalb des Duos Bassturk einen gewissen Bekanntheitsgrad. In beiden Zusammenhängen wurden Alben angekündigt, die bis Ende 2009 allerdings noch nicht erschienen waren.

### Als Solokünstler
Sein 2004 veröffentlichter englischsprachiger Song Fuck You All nach der Melodie von Habanera von Georges Bizet war in den deutschen und österreichischen Singlecharts in den Top 20 und erschien auf zahlreichen Hitsamplern. Zunächst hatte man bei dem veröffentlichenden Major-Label angenommen, es handele sich bei Melendiz um einen „Amerikaner aus der Umgebung von Jay-Z und P. Diddy“. Das Fuck You All-Video lief im Musikfernsehen und Jugendzeitschriften wie BRAVO berichteten über den Newcomer. Zwei weitere englischsprachige Veröffentlichungen folgten. Jedoch blieb der kommerzielle Erfolg aus.

### Mit Bassturk
Als Duo Bassturk hatte Melendiz dann 2006 zusammen mit seinem Freund Tamer Uygunsözlü einen weiteren Erfolg, nun in deutscher und türkischer Sprache. Yana Yana, eine Mischung aus Turkisch-Pop, Rap und R&B, erschien auch auf einem Bravo-Hit-Sampler in der Schweiz. Auftritte des Duos fanden in mehreren deutschen Fernseh- und Radiosendungen statt. Sie waren auch als Vorgruppe bei deutschen Konzerten der türkischen Stars Gülşen und Mustafa Sandal zu sehen und beim Türkischen Tag in Berlin 2006.

## Diskografie

### Maxi-CDs
- 2004: Fuck You All (Universal)
- 2004: What Da Thang?! (Universal)
- 2006: Bassturk – Yana Yana (Universal)

### Extra-CD
- M (2004)

### Samplerbeiträge

#### Fuck You All
- Dragostea Summer Hits (A2N)
- The Dome – Summer 2004 (Universal)
- Ballermann Hits 2004 (EMI)
- Bravo Hits 46 (Universal Music, in alle Bravo Hits Edition)
- Bravo Black Hits Vol. 11 (Universal)
- Fetenhits – Best Of 2004 (Polystar)

#### Yana Yana
- Bravo Hits 54 (Sony BMG, in alle Bravo Hits Edition)